# Salmson-Moineau SM.1
Le Salmson-Moineau SM.1 est un avion militaire de la Première Guerre mondiale biplan conçu par l'ingénieur René Moineau et construit en France par la société Salmson.